# Уитлок, Эд
Эд Уи́тлок (англ. Ed Whitlock, 6 марта 1931, пригород Лондона, Великобритания ― 13 марта 2017) — канадский бегун, действующий обладатель ряда мировых рекордов в категории «Мастерс» (возрастные группы М 70, М 75, М 80) на дистанциях от 1500 м до марафона. Единственный (на 2013 год) спортсмен в возрастной группе «70 лет и старше», выбежавший марафон из трёх часов (2:59.10; 2003 год) и старше 85 лет, выбежавший марафон из четырех часов (3:56:44, 2016 год).

## Биография
Родился в пригороде Лондона. После выпуска из Royal School of Mines Имперского колледжа Лондона переехал на работу в Канаду, где женился и вырастил двоих детей. В настоящее время проживает в Мильтоне, Онтарио, Канада.
Бегом занимался в школе и в колледже, но затем перестал из-за проблем с ахилловым сухожилием. Спортивная пауза длилась до 41 года, когда ему предложили вести группу подростков в Квебеке. Это было ещё перед «беговым бумом» в Америке.
В тренировке Уитлока присутствует лишь медленный бег в больших объёмах. Эд Уитлок не выполняет специальные беговые упражнения, интервальную тренировку, бег на соревновательной скорости и бег в гору, а также не использует электронные устройства. Тренировка Эда проходит на аллее кладбища викторианской эпохи, по соседству с которым он живёт. Выбор места объясняется близостью к дому и удобной ровной трассой с четырёхминутным кругом. Близость к дому экономит силы и время бегуна, что важно в его возрасте, а также даёт дополнительную подстраховку — возможность в случае непредвиденной ситуации, например, резкого ухудшения погоды, быстро вернуться домой. Эд Уитлок тренируется, совершая трехчасовые пробежки, недельный объём бега составляет 225 км (по состоянию на 2009 г. — время интервью).
Сезон 2012 года спортсмен начал с щадящего режима тренировки из-за проблем с коленом и из-за восстановления после перелома ребра — длительный бег не превышает полутора часов. Уитлок вынужден был отказаться от марафона в Роттердаме, чтобы принять участие в Toronto Waterfront Marathon в октябре и побить свой прошлогодний результат. Результат марафона в Торонто оказался 3:30.26.
Значение ветеранских рекордов Эда Уитлока спортивные журналисты сопоставляют с «достижениями Хайле Гебреселассие, Кена Бекеле и Хишама Эль Геруджа» (Василий Парняков).

## Мировые рекорды
Беговые виды (на дорожке стадиона)
| Вид      | Возрастная группа, лет | Время    |
| -------- | ---------------------- | -------- |
| 1500 м   | Мужчины 80-84          | 5.48,93  |
| Миля     | Мужчины 75-79          | 5.41,80  |
| 3000 м   | Мужчины 75-79          | 11.10,43 |
| 3000 м   | Мужчины 80-84          | 12.13,56 |
| 5000 м   | Мужчины 75-79          | 19.07,02 |
| 5000 м   | Мужчины 80-84          | 20.58,12 |
| 10 000 м | Мужчины 70-74          | 38.04,13 |
| 10 000 м | Мужчины 75-79          | 39.25,16 |
| 10 000 м | Мужчины 80-84          | 42.39,95 |

Бег по шоссе
| Вид     | Возрастная группа, лет | Время   |
| ------- | ---------------------- | ------- |
| Марафон | Мужчины 70-74          | 2:54.48 |
| Марафон | Мужчины 75-79          | 3:04.54 |
| Марафон | Мужчины 80-84          | 3:15.54 |
| Марафон | Мужчины 85+            | 3:56:44 |